# Komet (Schiff, 1937)
Die Komet war das für den Handelskrieg im Zweiten Weltkrieg umgerüstete und bewaffnete deutsche Handelsschiff Ems. Sie war von der Kriegsmarine als Schiff 45 für den Kriegseinsatz vereinnahmt worden. Unter der Bezeichnung Handelsstörkreuzer 7 (HSK 7) wurde das Schiff als Hilfskreuzer eingesetzt. Bei der britischen Royal Navy war die Komet als Raider B bekannt.
Die Komet lief im Juli 1940 mit Hilfe sowjetischer Eisbrecher durch die Nordostpassage in ihren Einsatzraum im Pazifik. Sie griff dort die Phosphatinsel Nauru an. Von ihrer ersten Fahrt kehrte sie nach 516 Tagen und einer Weltumrundung am 30. November 1941 nach Hamburg zurück. Der Versuch einer erneuten Ausreise scheiterte am 14. Oktober 1942 bei Kap de la Hague, als die Komet von einem britischen Motortorpedoboot torpediert wurde und mit der gesamten Besatzung (251 Mann) sank.

## DieEmsdes Norddeutschen Lloyd
Der spätere Hilfskreuzer Komet lief am 16. Januar 1937 als Frachter Ems bei der Werft Deschimag A.G. Weser in Bremen für den Südamerikadienst des Norddeutschen Lloyd (NDL) vom Stapel. Das 3.237 BRT große Schiff war 115,5 m lang, 15,3 m breit und hatte einen Tiefgang von 6,5 m. Sie war das vierte Schiff der neuen Flüsse-Klasse, von der der NDL bis 1939 sechs Schiffe in Dienst stellte. Alle Schiffe wurden auf derselben Werft gebaut; gleichwohl hatten sie kleine Unterschiede. Sie hießen Memel (1934 noch als Cairo von Stapel gelaufenen), Saar (1935), Eider (1936), Iller (1938) und Lech (1939).

Riss der Komet mit der Arado 196

Die Ems wurde am 15. April 1937 an den NDL abgeliefert. Mit 40 Mann Besatzung wurde sie vor allem nach Brasilien (daneben auch nach Mittelamerika) eingesetzt. Das Schiff mit einer Tragfähigkeit von 4420 tdw hatte eine Einrichtung für 12 Passagiere und wurde von zwei 6-Zylinder-Dieselmotoren der Bauart MAN-Weser mit einer Gesamtleistung von 3900 PSe angetrieben, die über ein Getriebe auf eine Schraube wirkten und dem Frachter eine Dienstgeschwindigkeit von 14,2 Knoten (kn) gaben. Als Höchstgeschwindigkeit konnten 16 kn erreicht werden.
Bei Beginn des Zweiten Weltkriegs befand sich das Schiff in der Heimat und wurde von der Kriegsmarine beschlagnahmt. Auf den Howaldtswerken in Hamburg wurde es zu einem Hilfskreuzer umgebaut. Als Bewaffnung erhielt es sechs alte, aus dem Ersten Weltkrieg stammende, 15 cm-L/45-Geschütze, ein noch antiquierteres  6 cm-L/18-Anhaltegeschütz sowie zwei 3,7 cm- und vier 2 cm Flakgeschütze und sechs Torpedorohre. Dazu kamen ein kleines 15-t-Schnellboot der Klasse LS 2 (Meteorit) an Bord, das zum Minenlegen eingesetzt werden sollte, sowie ein Bordflugzeug vom Typ Arado 196 A1. Am 2. Juni 1940 wurde die Ems dann als Schiff 45 Komet mit einer Besatzung von 279 Mann in Dienst gestellt.

## Einsatz

### Erste Fahrt

Routen der Komet und der Orion im Westpazifik

Die Komet stach am 3. Juli 1940 von Gotenhafen aus in See, getarnt als Dampfer Donau. Ihr Weg führte sie, mit Hilfe sowjetischen Eisbrechers »Lazar Kaganowitsch«, durch die Nordostpassage in den Pazifik. Danach kreuzte das Schiff im Pazifik, wo es unter anderem gemeinsam mit der Orion operierte, am 27. Dezember 1940 die Phosphatverladeeinrichtungen auf Nauru beschoss und sich am 12. März mit der Pinguin traf. Nachdem die Pinguin am 8. Mai 1941 versenkt worden war, blieb das Walfangboot Adjutant (eine Prise von Pinguin, ex Pol IX) ohne ein eigenes Mutterschiff. Das Walfangboot wurde darauf am 24. Mai von der Komet zum Hilfsminenleger umgerüstet und erhielt dabei 20 Minen vom Typ TMB, die 6,0 cm L/18 Anhaltekanone und zwei erbeutete 2-cm-Maschinenkanonen von der Rangitane. Nach einem Treffen mit der Atlantis im Pazifik marschierte die Komet schließlich um Kap Hoorn in den Atlantik. Am 26. November in Cherbourg eingetroffen, ging sie dann durch den Ärmelkanal zurück nach Hamburg, wo sie nach 516 Tagen und einer Fahrt einmal um die Welt und mit einer insgesamt zurückgelegten Strecke von 100.000 sm (ca. 185.000 km) am 30. November 1941 eintraf.

#### Auf der ersten Kaperfahrt versenkte Schiffe
|   | Name       | Typ             | Land           | Datum             | Tonnage in BRT | Verbleib                                                                      |
| - | ---------- | --------------- | -------------- | ----------------- | -------------- | ----------------------------------------------------------------------------- |
| 1 | Holmwood   | Frachter        | Großbritannien | 25. November 1940 | 546            | über 1.000 Schafe an Bord, versenkt (Lage)                                    |
| 2 | Rangitane  | Passagierschiff | Großbritannien | 27. November 1940 | 16.712         | zusammen mit Orion versenkt (Lage), 16 Tote                                   |
| 3 | Triona     | Frachter        | Großbritannien | 6. Dezember 1940  | 4.414          | zusammen mit Orion versenkt (Lage), 3 Tote, Ladung Versorgungsgüter für Nauru |
| 4 | Vinni      | Frachter        | Norwegen       | 7. Dezember 1940  | 5.181          | versenkt, leer                                                                |
| O | Triadic    | Frachter        | Großbritannien | 8. Dezember 1940  | 6.378          | von Orion versenkt, 1 Toter, leer                                             |
| 5 | Komata     | Frachter        | Großbritannien | 8. Dezember 1940  | 3.900          | versenkt, 2 Tote, leer                                                        |
| O | Triaster   | Frachter        | Großbritannien | 9. Dezember 1940  | 6.032          | von Orion versenkt, leer                                                      |
| 6 | Australind | Frachter        | Großbritannien | 14. August 1941   | 5.020          | versenkt (Lage), 3 Tote                                                       |
| 7 | Kota Nopan | Frachter        | Niederlande    | 17. August 1941   | 7.322          | nach Frankreich geschickt, am 17. August 1941 in Bordeaux                     |
| 8 | Devon      | Kühlschiff      | Großbritannien | 19. August 1941   | 9.036          | versenkt (Lage)                                                               |

Dies ergibt für die Kampfhandlungen der Komet und der Orion zusammen eine Versenkungs- bzw. Aufbringungsziffer von 64.540 BRT für die gemeinsame Unternehmung, bzw. 43.162 BRT für die Komet allein.
Diese vergleichsweise geringe Zahl von Versenkungen erklärt sich daraus, dass die Komet von der Seekriegsleitung im Pazifischen Ozean eingesetzt wurde, der eine weit geringere Verkehrsdichte als der Indische und Atlantische Ozean aufwies, in denen beispielsweise Atlantis, Pinguin und Thor eingesetzt waren.

### Zweite Fahrt
Bei der Vorbereitung der Komet auf die zweite Reise erhielt das Schiff in 1942 eine neue Bewaffnung. Die alten Sk 15,0 cm L/45 wurden durch neue 15,0-cm-L/48-C/36-Torpedobootskanonen mit einer Reichweite von 17.000 m ersetzt. Dazu gab es vier 3,7-cm-Flak und vier 2-cm-Flak, die alte Torpedobewaffnung wurde beibehalten. Es wurden keine Minen, keine Anhaltekanone, kein Schnellboot und keine Seeflugzeuge mitgeführt. Die Komet lief Anfang Oktober 1942 unter dem Kommando von Kapitän zur See Brocksien und mit einer fast vollkommen neuen Besatzung zu ihrer zweiten Fahrt aus.

#### Das Ende
Nur eine Woche nach dem Auslaufen aus Hamburg, am 14. Oktober 1942, wurde die Komet bei Kap de la Hague von dem britischen Motortorpedoboot MTB 236 durch Torpedotreffer versenkt (Lage). Kein Mitglied der Besatzung überlebte den Untergang.

Silhouette der Komet mit und ohne Arado Ar 196 A1, die versteckte Bewaffnung ist nicht erkennbar

## Entdeckung des Wracks
Das Wrack der Komet wurde von dem Wracksucher Innes McCartney im Juli 2006 bei Kap La Hague entdeckt und im Jahr 2007 betaucht und kartografiert. Dort liegt es kieloben und in zwei Teilen auf dem Grund.

## Kommandanten
| 2. Juni 1940 bis Februar 1942 | Kapitän zur See / Konteradmiral Robert Eyssen |
| Februar bis 14. Oktober 1942  | Kapitän zur See Ulrich Brocksien              |